# Dengá

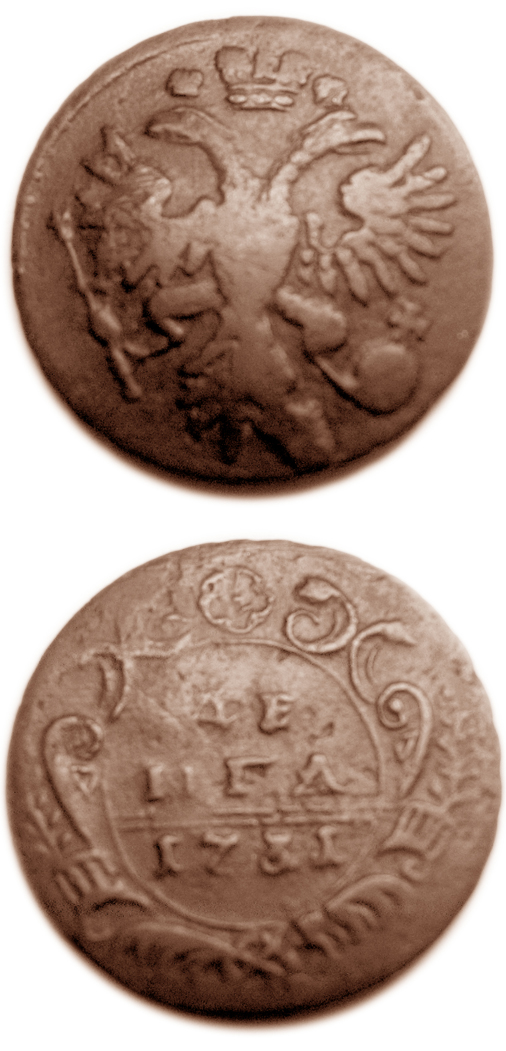
1731. Dengá de cobre.

El dengá (en ruso: деньгá; anteriormente, денга) fue una unidad monetaria rusa equivalente a medio kópek (100 kopeks hacen un rublo). Se tiene poco conocimiento tanto de sus orígenes como de su desaparición, pero se cree que surgió a partir de una moneda utilizada en los Balcanes durante el siglo V y fue cayendo en desuso a lo largo del siglo XVIII, desapareciendo a principios del XIX. Nunca tuvo un cambio oficial con el rublo, ya que su valor variaba de una región de Rusia a otra.
Su acuñación comenzó en Rusia a mediados del siglo XIV, al principio como imitaciones de las monedas de plata de la Horda de Oro. Pesaban aproximadamente un gramo. En la época de Dmitri Donskói las monedas comenzaron a mostrar motivos rusos, aunque siguieron apareciendo inscripciones en el alfabeto árabe de la Horda hasta los tiempos de Iván III.
Las dengás fueron producidas solo en los principados rusos del sur, ya que las ciudades de Nóvgorod y Pskov tenían sus propias monedas de plata. En 1535 se estableció un cambio de dos dengás o "moskovka" por cada una de estas monedas de plata o "novgorodka". En la década de 1540 comenzó la producción de novgorodkas con la imagen de un caballero con una lanza (en ruso kopyó), lo que dio origen a la moneda luego llamada kópek. 
La acuñación de esta moneda parece haber descendido tras el siglo XVI, siendo cada vez más infrecuente, aunque se sabe que al menos persistieron hasta el reinado de Pedro el Grande, cuando alcanzaron un peso de 0´14 gramos y se habían devaluado hasta ser inútiles en la mayoría de las transacciones. En la reforma que este Zar hizo de la moneda reforzó su valor, continuando en circulación hasta 1916.
En el siglo XIX la denominación tradicional de esta moneda pasó de Dengá al diminutivo Dénezhka, antes de quedar resumido en ½ Kópek.

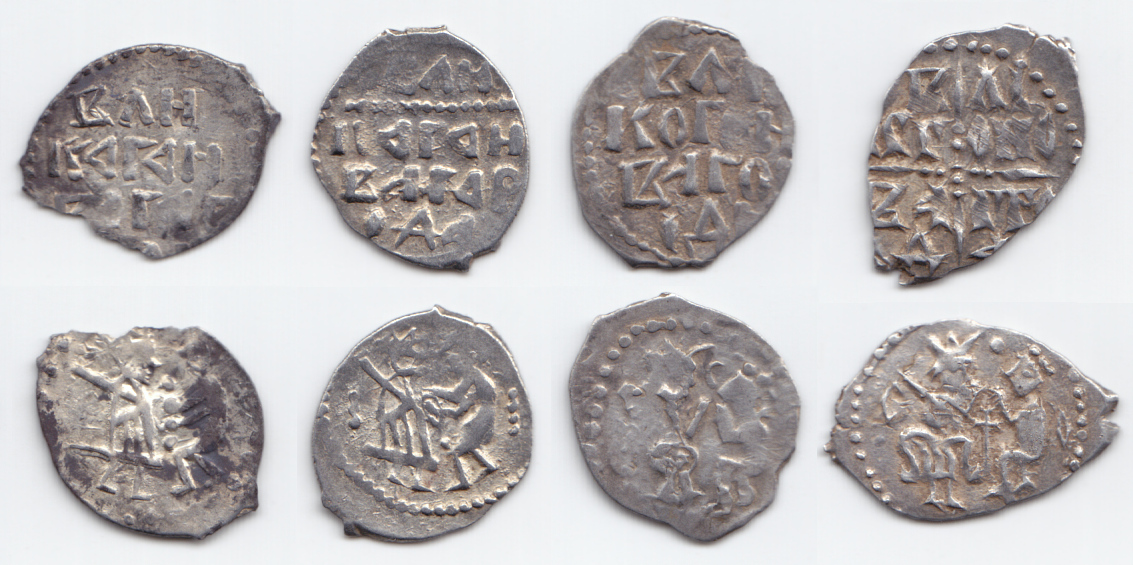
1420-1478. Dengás de la República de Novgorod
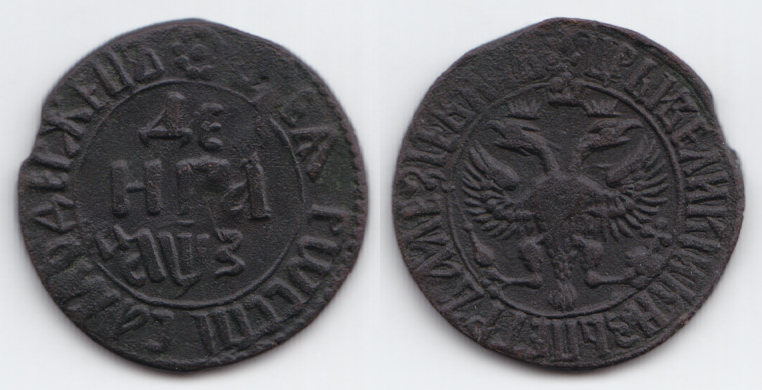
1707. Dengá, Pedro I el Grande
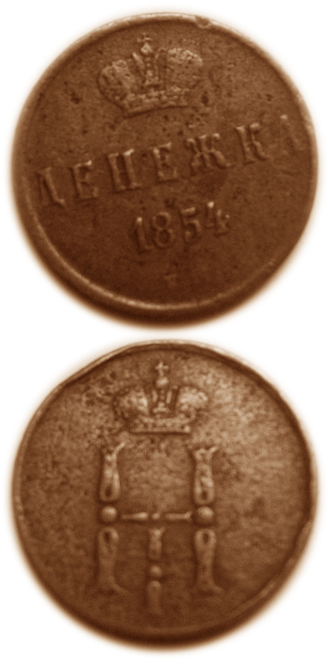
1854. Dénezhka
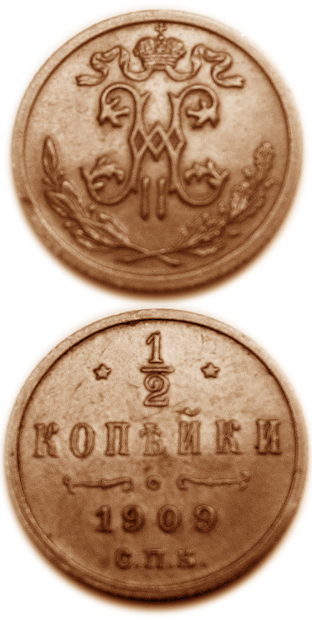
1909. ½ Kópek

## Acuñadores
- Pedro el Grande (1700-1718)
- Anna Ioánnovna (1730-1731, 1734-1740)
- Iván VI de Rusia (1741)
- Isabel Petrovna (1743-1754, 1757-1760)
- Pedro III de Rusia (1762)
- Catalina II de Rusia (1764, 1766-1775, 1783-1796)
- Pablo I de Rusia (1797-1801)

- Datos: Q487060
- Multimedia: Denga / Q487060